# Clyde Scott
Clyde Scott, född 29 augusti 1924 i Dixie i Caddo Parish i Louisiana, död 30 januari 2018, var en amerikansk friidrottare och utövare av amerikansk fotboll.
Scott blev olympisk silvermedaljör på 110 meter häck vid sommarspelen 1948 i London.